# Tòa nhà Saigon Times Square
Tòa nhà Quảng trường Thời đại, hay Tòa nhà Saigon Times Square, là một cao ốc tại Thành phố Hồ Chí Minh do chủ đầu tư là công ty Vạn Thịnh Phát. Đây là một công trình liên hợp gồm hai tòa tháp đôi cao khoảng 165m và cách nhau 21,25m; tọa lạc tại số 22-36 đường Nguyễn Huệ và số 57-69F đường Đồng Khởi, phường Bến Nghé, Quận 1. Tháp mặt đường Nguyễn Huệ là khách sạn 6 sao đầu tiên của Việt Nam, trên nóc khách sạn có bãi đổ trực thăng và hiện có các chuyến đi từ khách sạn đến sân bay Tân Sơn Nhất và Vũng Tàu, còn tháp mặt đường Đồng Khởi là khu căn hộ cao cấp. Xen lẫn hai chức năng chính này là các khu mua sắp, giải trí và các mảng cây xanh. Tuy dự kiến sẽ hoàn thành vào cuối năm 2011, nhưng do khủng hoảng tài chính nên tiến độ hoàn thành bị kéo dài sang năm 2012.
Hiện tại, công trình đã được hoàn thành và được xem là một trong những tòa nhà cao cấp nhất TP. Hồ Chí Minh hiện nay, bên trong tòa nhà có khách sạn Saigon Reverie theo tiêu chuẩn 6 sao. Đồng thời cũng rất hạn chế người ra vào tham quan.

## Bê bối
Chiều 29 tháng 8 năm 2018, một sự việc đã xảy ra trên mạng xã hội đã làm xôn xao trong cư dân mạng khi các nhân viên bảo vệ tòa nhà Saigon Times Square (Đường Nguyễn Huệ, P. Bến Nghé, Q1, TPHCM) gay gắt đuổi những người dân trú cơn mưa lớn ở mái hiên tòa nhà này. Rất nhiều ý kiến trên mạng bức xúc, chỉ trích hành động thiếu tình người của nhân viên bảo vệ tòa nhà.